# L'École fantastique
Pour plus de détails, voir Fiche technique et Distribution.
Pour les articles homonymes, voir Sky High.
L’École fantastique ou Sky High: École des Super-Héros au Québec (Sky High), est un film américain réalisé par Mike Mitchell en 2005.

## Synopsis
Les parents de Will Stronghold, Steve et Josie Stronghold, sont agents immobiliers, mais ils sont aussi The Commander et Jetstream, les super-héros les plus puissants et les plus célèbres du monde. Will est envoyé à Sky High, le lycée réservé aux super-héros, mais il a un secret qu'il n'ose avouer à ses parents : il n'a pas encore de pouvoirs. Son premier jour au lycée est humiliant, il est envoyé dans la classe des assistants et non dans celle des super-héros. Sa meilleure amie, Layla, est amoureuse de lui sans oser se déclarer, tandis que Will est sous le charme de la belle Gwenn. Will rencontre Warren Peace, le fils d'un super-vilain que The Commander et Jetstream ont envoyé en prison.

## Fiche technique
- Titre français : L’École fantastique
- Titre original : Sky High
- Réalisation : Mike Mitchell
- Scénario : Paul Hernandez, Robert Schooley et Mark McCorkle
- Musique : Michael Giacchino
- Montage : Peter Amundson
- Costumes : Michael Wilkinson
- Décors : Bruce Robert Hill
- Direction artistique : William Hawkins
- Photographie : Shelly Johnson
- Décoration de plateau : Robert Gould
- Société de production : Walt Disney Pictures
- Langue originale : anglais
- Format : couleur — 2,35:1 — son DTS / Dolby Digital / SDDS
- Genre : comédie, romance
- Durée : 100 minutes
- Dates de sortie :
  - États-Unis : 29 juillet 2005
  - France : 19 juillet 2006 (première sur Disney Channel)

## Distribution
- Michael Angarano (VF : Adrien Prigent ; VQ : Xavier Morin-Lefort) : Will Stronghold
- Kurt Russell (VF : Emmanuel Jacomy ; VQ : Jean-Luc Montminy) : Steve Stronghold / le Commandeur
- Kelly Preston (VF : Laurence Dourlens ; VQ : Anne Bédard) : Josie Stronghold / Jetstream
- Danielle Panabaker (VF : Charlotte Correa ; VQ : Charlotte Mondoux) : Layla Williams
- Mary Elizabeth Winstead (VF : Priscillia Barro ; VQ : Geneviève Désilets) : Gwendolyn « Gwen » Grayson / Royal Pain (VO : Patrick Warburton) / Susan « Sue » Tenny
- Steven Strait (VF : Pascal Grull ; VQ : Martin Watier) : Warren Peace
- Dee Jay Daniels (en) (VF : Hervé Grull) : Ethan Bank / Popsicle
- Kelly Vitz (es) : Magenta « Maj » Lewis
- Nicholas Braun (VF : Alexandre Nguyen ; VQ : Sébastien Reding) : Zachary « Zach » Braun / Zack Attack
- Malika Haqq et Khadijah Haqq : Penny Lent
- Jake Sandvig (en) (VF : Donald Reignoux ; VQ : Hugolin Chevrette-Landesque) : Lash
- Will Harris : Speed
- Lynda Carter (VF : Monique Thierry ; VQ : Christine Séguin) : la principale Powers
- Bruce Campbell (VF : Guillaume Orsat ; VQ : Pierre Auger) : Tommy Boomowski / Coach Boomer / Sonic Boom
- Kevin Heffernan (VF : Stéphane Miquel) : Ron Wilson, conducteur du bus
- Cloris Leachman : l'infirmière Spex
- Jim Rash : M. Grayson / Stitches
- Dave Foley (VF : Daniel Lafourcade) : Mr Jonathan Boy (M. Gamin en VF)
- Kevin McDonald (VF : Franck Capillery) : Pr Medulla
- Loren Berman : Larry
- Dustin Ingram (en) : Carbon Copy Kid
- Tom Kenny (VF : Xavier Fagnon) : M. Timmerman
- Jill Talley : Mme Timmerman

 Source et légende : version française (VF) sur RS Doublage et version québécoise (VQ) sur Doublage QC.

## Anecdotes
- Clin d'œil : dans le film, la principale du lycée, Mme Powers, dit « Après tout je ne suis pas Wonder-woman ». Or l'actrice qui interprète Mme Powers est Lynda Carter, qui incarnait Wonder Woman dans la série homonyme des années 1970. Elle aurait dû porter les bracelets de Wonder Woman dans le film, mais Warner Bros, qui possède les droits sur le personnage, ne l'a pas permis. L'actrice Cloris Leachman (qui est l'infirmière Spex dans Sky High), jouait le rôle de la Reine Hippolyte, la mère de Wonder Woman dans la série.
- Jeu de mots : le nom de Warren Peace (l'ennemi de Will Stronghold) se prononce comme War and Peace (Guerre et Paix), le roman de Léon Tolstoï.